# Mural Silva Rerum

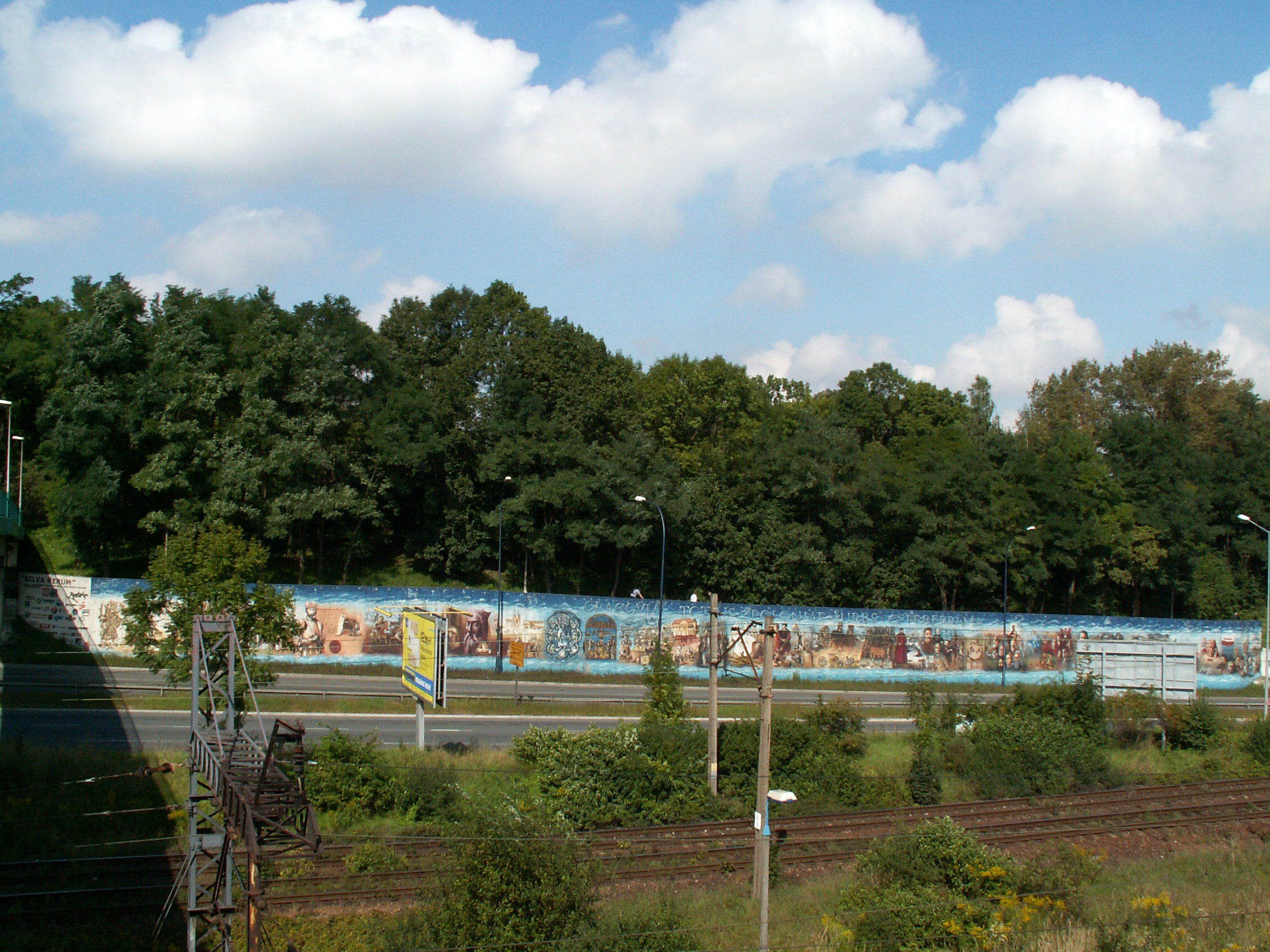
Mural Silva Rerum

Mural Silva Rerum – wielki mural przedstawiający historię Krakowa od czasów najdawniejszych po współczesność, powstały z okazji 750-lecia lokacji Krakowa. Namalowany został na murze oporowym Wzgórza Lasoty przy al. Powstańców Śląskich, w pobliżu stacji kolejowej Kraków Krzemionki. W maju 2007 roku był prawdopodobnie największym na świecie muralem historycznym (5 m wysokości i 90 m długości).
Pomysł zgłoszony został w konkursie na imprezy jubileuszowe przez agencję Zooteka. Projekt graficzny muralu, opracowany przez Jerzego Rojkowskiego (artystę – wówczas studenta Akademii Sztuk Pięknych w Krakowie) z udziałem merytorycznym Artura L. Zakrzewskiego i Tomasza Kubika (Zooteka) oraz historyków krakowskich, został zatwierdzony przez Radę Programową Obchodów Jubileuszu 750-lecia Lokacji Krakowa oraz zaopiniowany przez Muzeum Historyczne Miasta Krakowa. Mural powstał na zlecenie Urzędu Miasta Krakowa, które było rezultatem wygrania konkursu na imprezy jubileuszowe.

## Powstanie muralu
W swoim założeniu mural był sposobem zagospodarowania ściany muru oporowego przy al. Powstańców Śląskich. Prace rozpoczęły się 7 maja 2007 roku, a uroczyste otwarcie odbyło się na Kopcu Krakusa 8 czerwca 2007, w ramach kulminacyjnych wydarzeń jubileuszowych.
Farbę położyli czołowi artyści gatunku: Dean, Malik, Turbos, Mehes, Forin, Impas2000, Cybe, Szejn, Nawer, Cejn, Mck, Maze, Noude, Merazster.
Nazwa muralu "Silva Rerum" nie była przypadkowa, odwołuje się ona do starej tradycji przekazywania wiedzy. Niegdyś w Polsce gromadzono w specjalnych skrzyniach dokumenty i archiwalia, stanowiące cenne źródło informacji. Skrzynie takie nazywano "silva rerum". Historia, jaką twórcy przedstawili za pomocą graffiti, ma być w zamierzeniu taką właśnie kapsułą czasu, w której udało się zawrzeć ponad 1000 lat dziejów Krakowa.

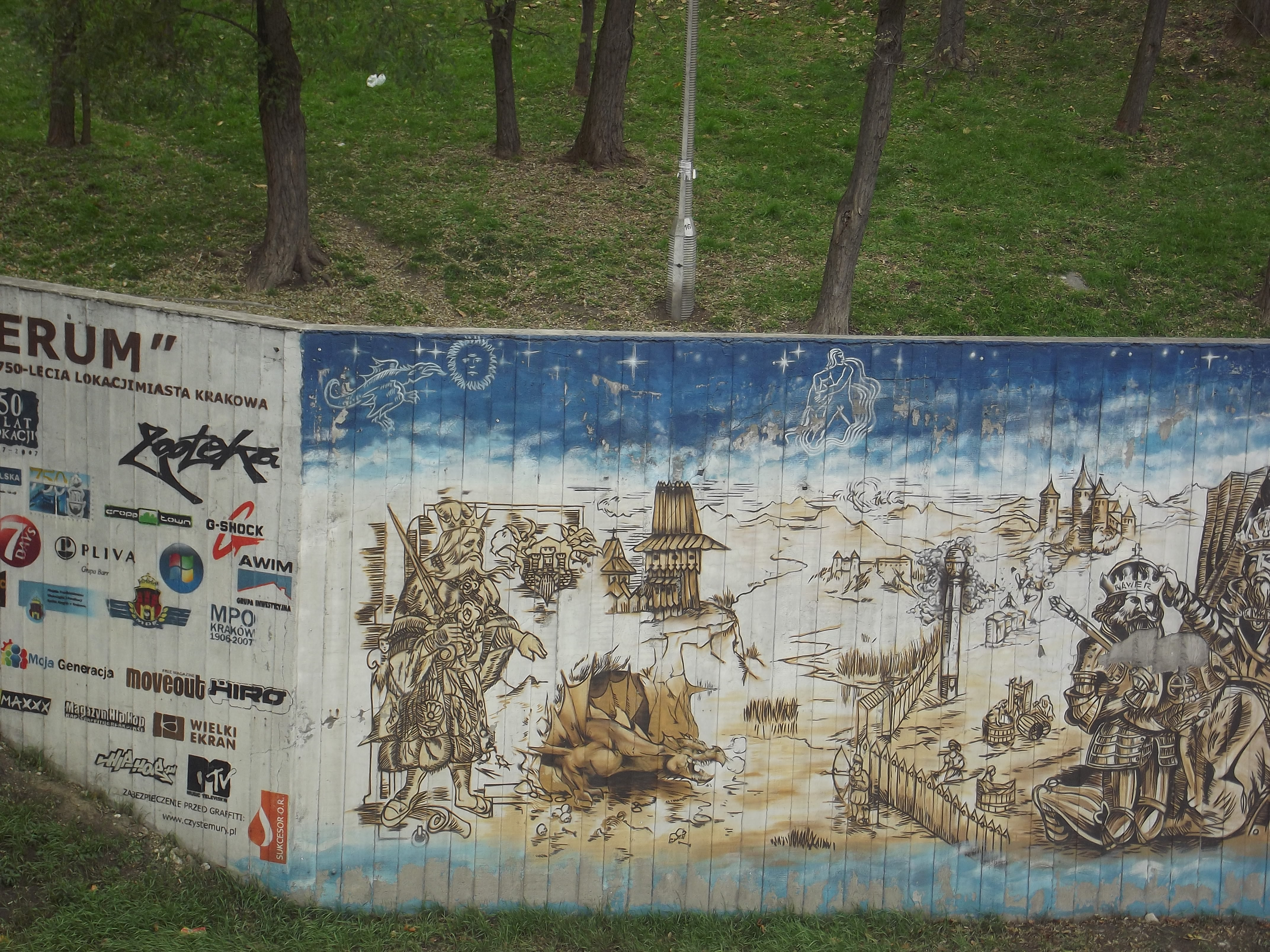
Wczesne średniowiecze

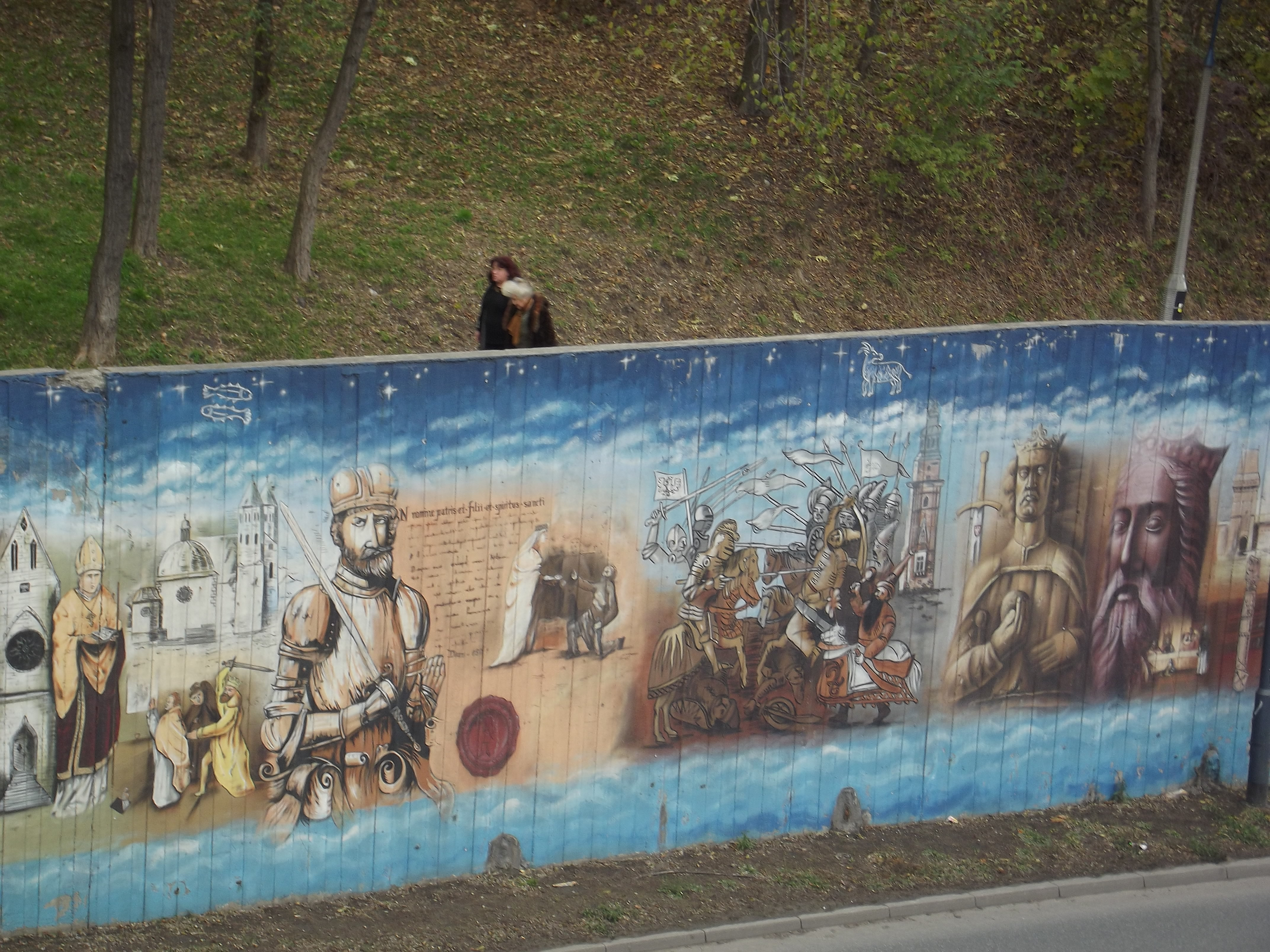
Późne średniowiecze

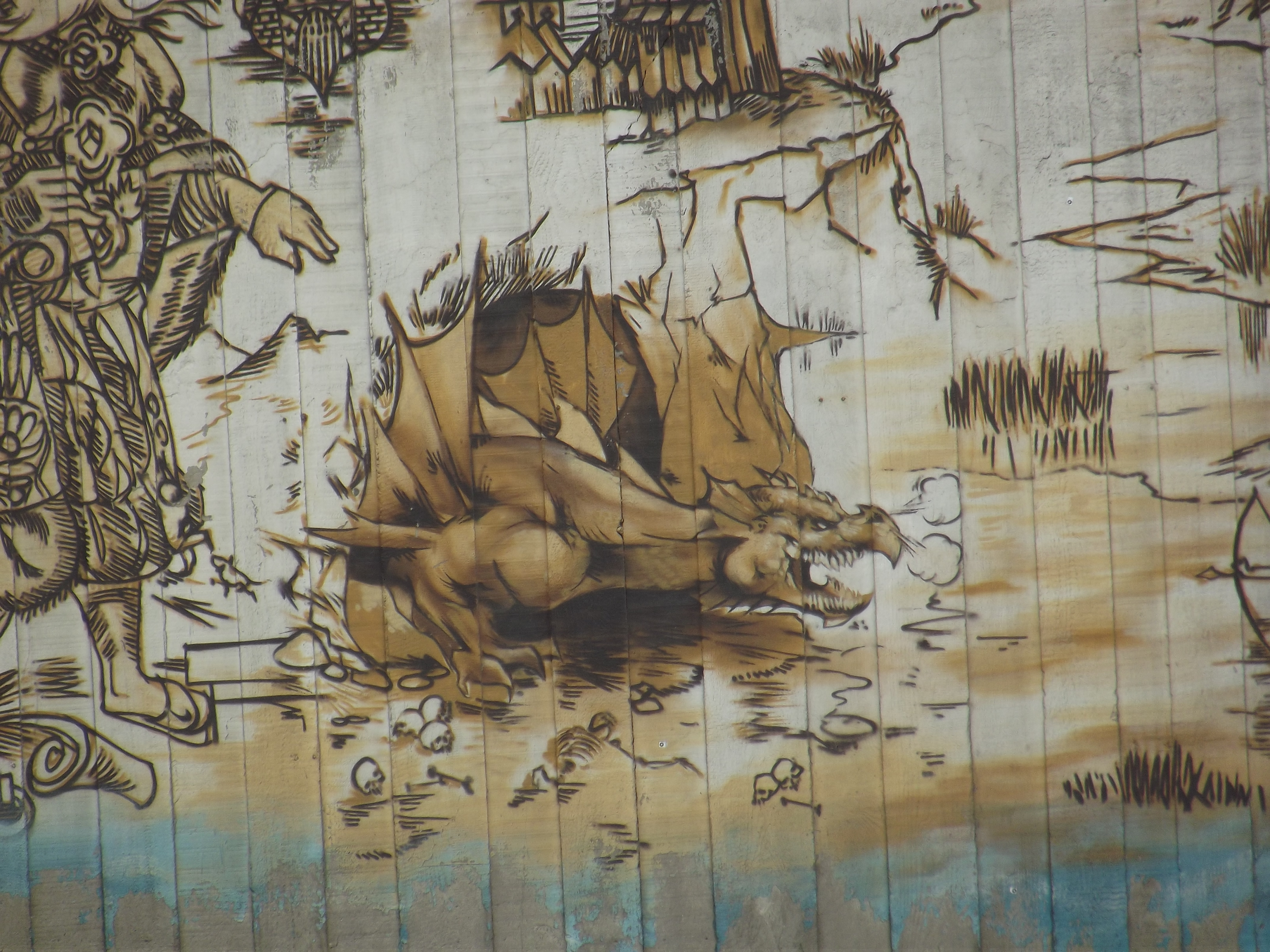
Smok wawelski

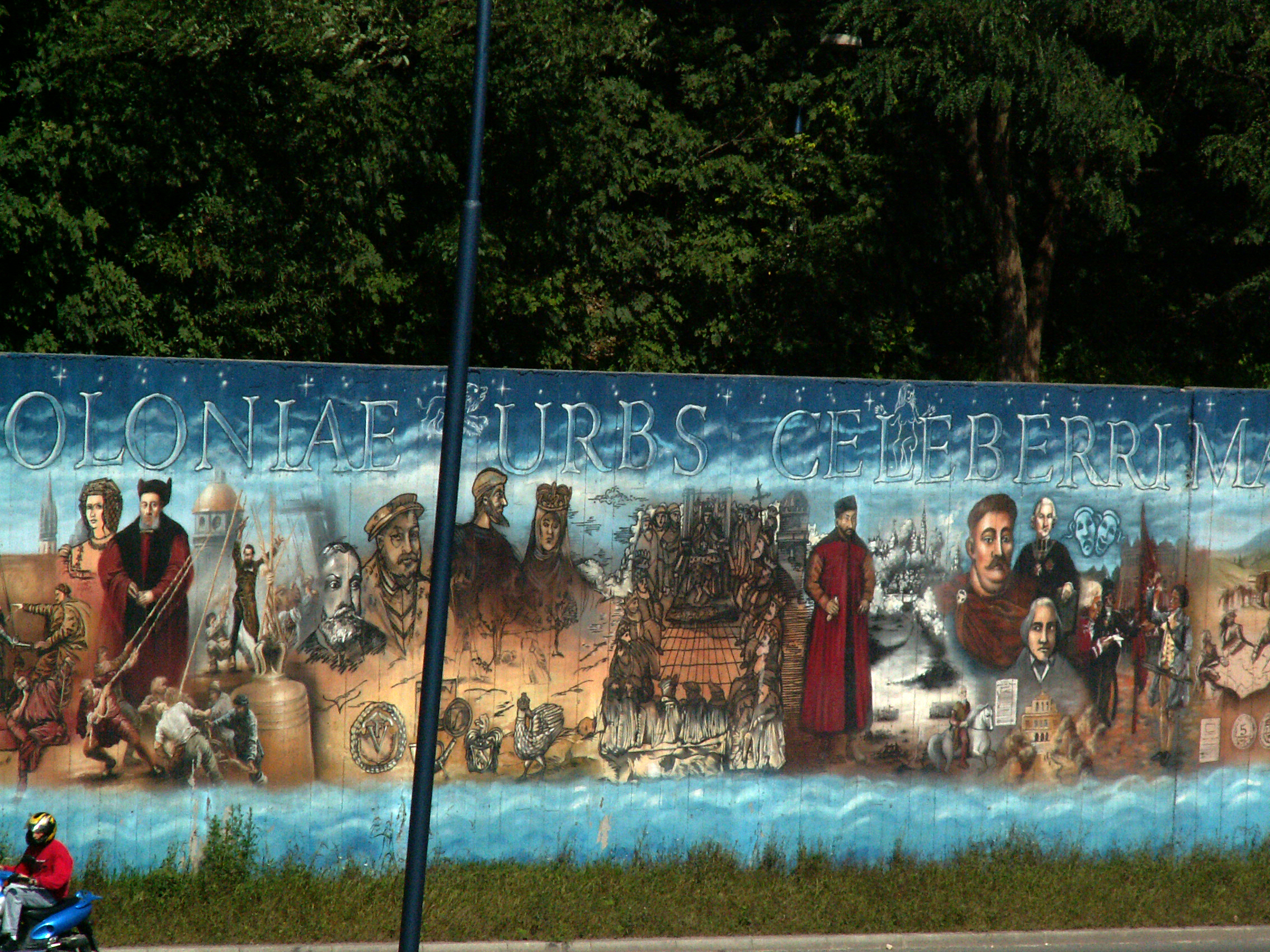
XVI wiek

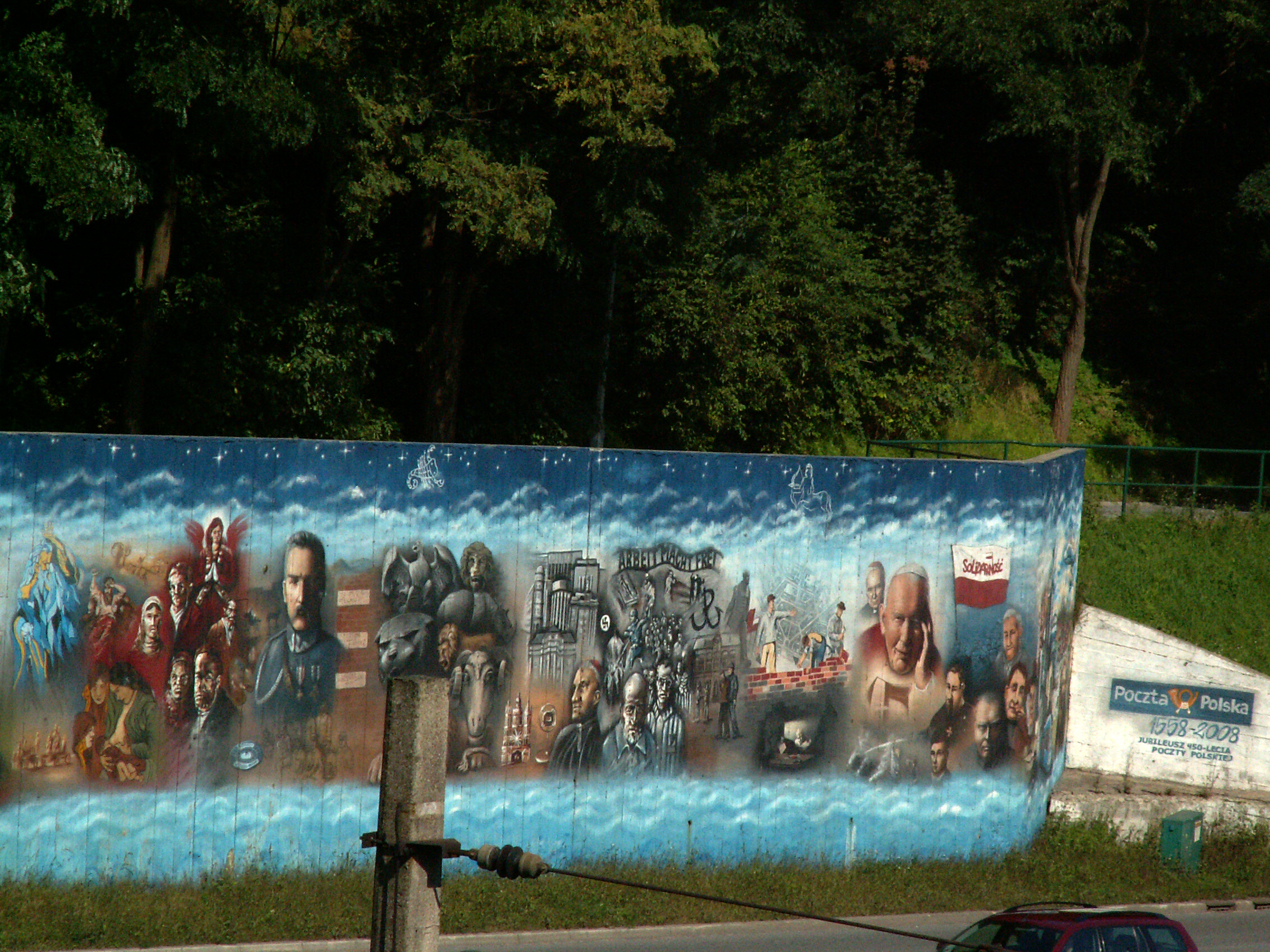
XX wiek

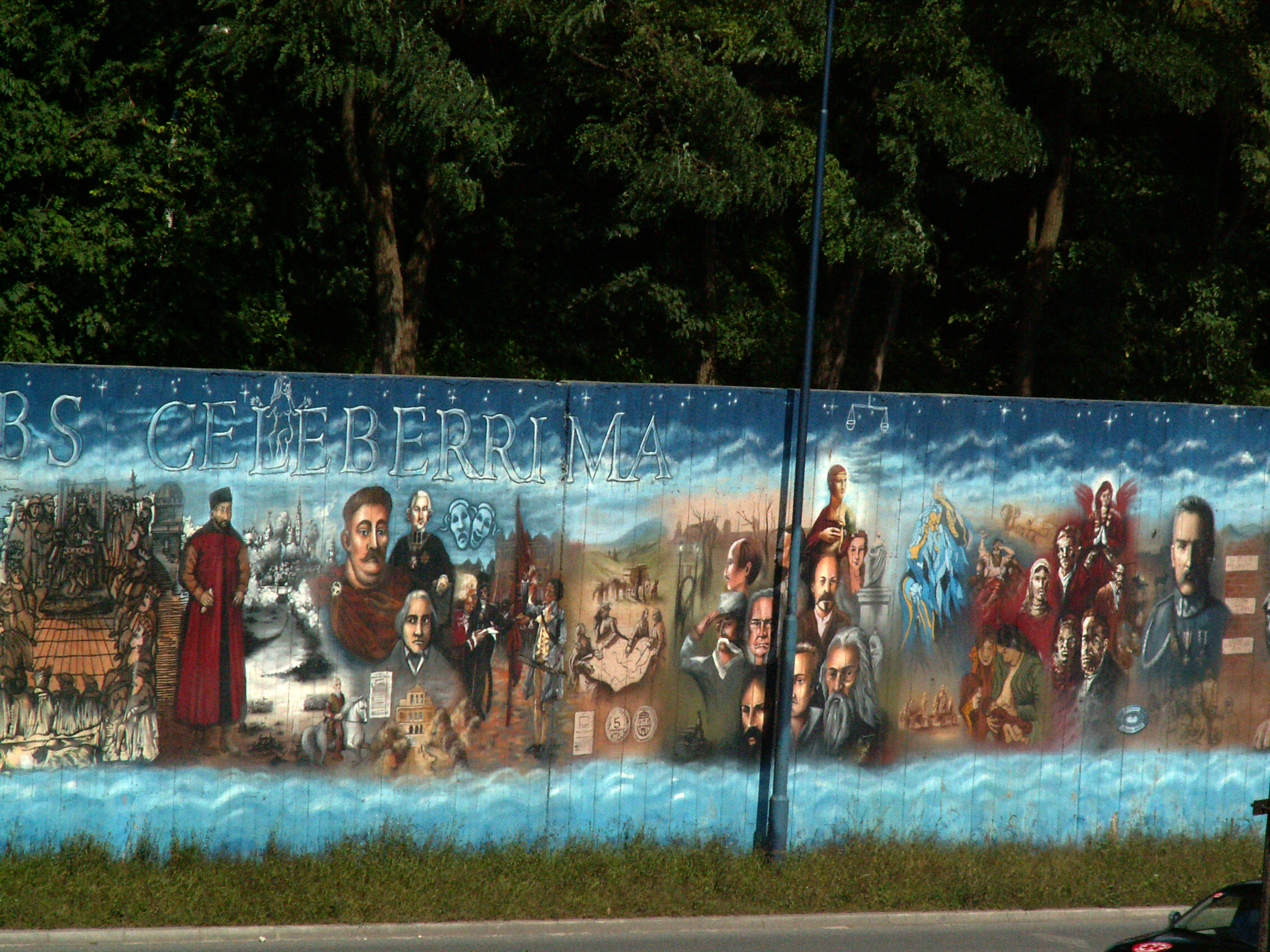
XVII-XIX wiek